# Communauté de communes du secteur d'Illibéris
La Communauté de communes du secteur d'Illibéris es una estructura intermunicipal francesa, situada en el departamento de los Pirineos Orientales y la región Languedoc-Rosellón. Su presidente es Marcel Amouroux, alcalde de Corneilla-del-Vercol.

## Composición
Se compone de 5 municipios:
1. Bages
2. Corneilla-del-Vercol
3. Montescot
4. Ortaffa
5. Théza

## Competencias
La mancomunidad tiene las siguientes competencias:
- Actividades culturales o socioculturales
- Actividades deportivas
- Saneamiento colectivo
- Otros
- Recogida de basuras domésticas y desechos asimilados
- Construcción, ordenación, mantenimiento, gestión de equipamientos o de establecimientos culturales, socioculturales, socioeducativos, deportivos
- Creación, ordenación, mantenimiento y gestión de zonas de actividades industriales, comerciales, terciarias, artesanales o turísticas
- Creación, ordenación y mantenimiento de las vías públicas
- Creación y realización de zonas de ordenación concertada (ZAC, zone d'aménagement concertée)
- Operación programada de mejora del hábitat (Opération programmée d'amélioration de l'habitat, OPAH)
- Política del estilo de vida
- Protección y valorización del entorno
- Calidad del aire
- Esquema de coherencia territorial (Schéma de cohérence territoriale, SCOT)
- Tratamiento de basuras domésticas y desechos asimilados
- Turismo